# Alexander Gérard (Architekt)
Alexander Gérard (* 2. Dezember 1949 in New York City, USA) ist ein deutscher Architekt und Immobilien-Projektentwickler.

## Leben
Alexander Gérard entstammt einer Berliner Hugenotten-Familie und wuchs zunächst in den USA und dann in Europa auf. Nach Schulbesuchen in der Schweiz, England sowie Schottland und dem Abitur in Deutschland absolvierte er ab 1968 ein Architekturstudium an der Eidgenössischen Technischen Hochschule Zürich, das er 1973 als Dipl.-Architekt ETH abschloss.
Gérard belegte unter anderem im Herbstsemester 1970 das Seminar Ökonomische Kriterien für Planungsentscheidungen (eine Untersuchung über die Bedingungen und Ursachen der Wohnungsnot) bei Gastdozent Jörn Janssen. Als Teil des Autorenkollektivs an der Architekturabteilung der ETH Zürich veröffentlichte Gérard nach Janssens Entlassung die Ergebnisse des Seminars unter dem Titel Göhnerswil, Wohnungsbau im Kapitalismus – Eine Untersuchung über die Bedingungen und Auswirkungen der privatwirtschaftlichen Wohnungsproduktion am Beispiel der Vorstadtsiedlung ‘Sunnebüel’ in Volketswil bei Zürich und der Generalunternehmung Ernst Göhner AG. Nach Aussage Gérards vermittelte das Seminar eine Vorstellung, wie das Berufsfeld des Architekten von den gegebenen gesellschaftlichen und wirtschaftlichen Rahmenbedingungen bestimmt wird.
Seine berufliche Laufbahn begann er bei der Philipp Holzmann AG in Frankfurt am Main, um „in der Praxis nachzuvollziehen, wie wirtschaftliche Interessen und Machtkonzentration Projekte durchzusetzen vermögen, die den Vorgaben der Planung im Gemeininteresse, wie z. B. der Regionalplanung, komplett zuwiderlaufen.“ Er betreute in der Auslandsabteilung Projekte im arabischen Raum, bevor er 1979 in die neu geschaffene Holdinggesellschaft Holzmann USA Inc. nach Charlotte (North Carolina) wechselte, in die die im gleichen Jahr von Holzmann erworbene J. A. Jones Construction eingebracht wurde. 1981 übernahm Gérard die Geschäftsführung der Hamburgplan Planer + Ingenieure GmbH in Hamburg, einem Zusammenschluss von 13 meist in Hamburg ansässigen Planer-, Architekten- und Ingenieurbüros mit zusammen ca. 650 Mitarbeitern, die komplexe Planungsaufträge im In- und Ausland abwickeln. 1989 wechselte Gérard zum Immobilienprojektentwickler FGV Gewerbebau Verwaltungs GmbH nach Frankfurt am Main, deren Geschäftsführer er 1991 wurde. 1995 gründete Gérard die „genius loci“ Grundstücksentwicklungs-GmbH mit Sitz in Hamburg, deren alleiniger Geschäftsführer er seitdem ist.

## Ausgewählte Projekte

### Hanseatic Trade Center
Gérard war als früherer Projektmanager und Mitinvestor (zusammen mit Citibank, P&O und einem privaten Partner) des Hanseatic Trade Center (HTC) an der Kehrwiederspitze in Hamburg beteiligt, das bei Baubeginn 1991 mit einer Investitionssumme von 800 Mio. DM das damals größte Gewerbeimmobilien-Projekt Deutschlands war.

### Elbphilharmonie

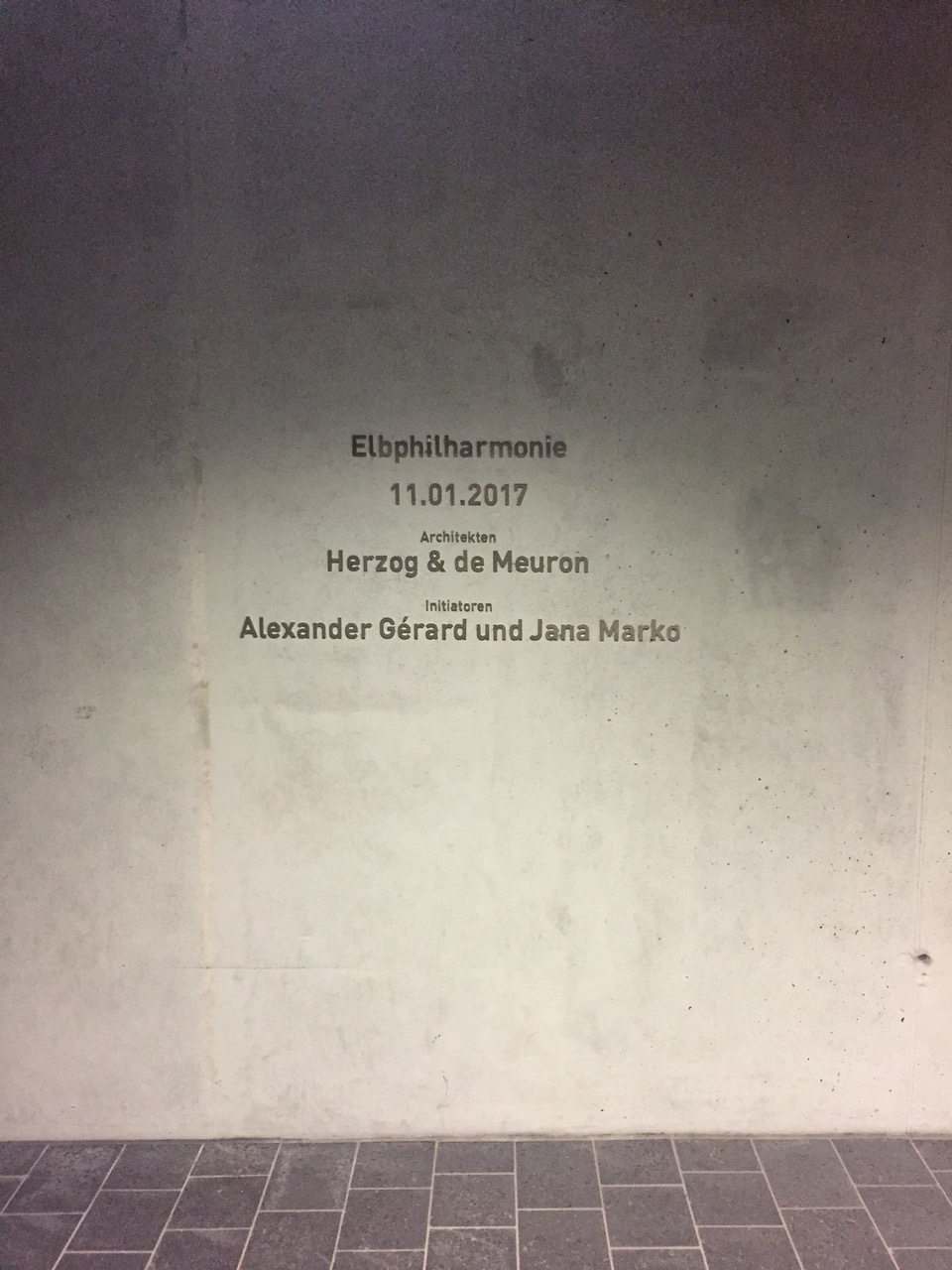

Alexander Gérard und seine Ehefrau, die Kunsthistorikerin Jana Marko, verfolgten seit dem Bau des Hanseatic Trade Centers aufmerksam die Entwicklung der HafenCity. Der HafenCity-Masterplan legte für den Kaispeicher A eine öffentliche Sondernutzung fest, doch die Stadt machte eine Kehrtwende und plante den historischen Kaispeicher durch das Bürohaus Media City Port zu ersetzen, um maximalen Profit zu erlangen und damit den Containerterminal Altenwerder zu finanzieren.
Gérard und Marko entwickelten daraufhin in privater Initiative ab März 2001 Idee und Nutzungskonzeption für einen neuen Konzertsaal nebst Mantelbebauung bestehend aus Parkhaus, Hotel und Wohnungen auf dem historischen Kaispeicher A. Sie beauftragten die Architekten Herzog & de Meuron mit einer Studie, die im Juni 2003 in der Hamburger Laeiszhalle vorgestellt wurde. Die in den Hamburger Tageszeitungen abgedruckte Visualisierung löste in Hamburg eine Welle der Begeisterung aus und es fanden sich immer mehr Bürger, die sich für das Projekt aussprachen. Aufgrund dieses öffentlichen Zuspruchs und der Gewissheit, dass das Projekt MediaCityPort nicht zustande kommen würde, näherte sich der Senat der Idee an.
Im Oktober 2003 kam die Partnerschaft mit dem Hamburger Projektentwickler und Investor Dieter Becken zustande, um das Vorhaben im kooperativen Verfahren zwischen Bauherrn, Planern und einem Generalunternehmer zu realisieren. Im November 2004 schieden die beiden Initiatoren Alexander Gérard und Jana Marko sowie der Investor Dieter Becken aus, da die Stadt die Kontrolle über das Vorhaben übernehmen wollte.

### Mehr Alz Heimat
Zuletzt initiierte das Ehepaar das Projekt Mehr Alz Heimat in der Brandenburgischen Gemeinde Kleinmachnow, das – auch in Zusammenarbeit mit den Architekten Herzog & de Meuron – angrenzend an Berlin-Zehlendorf auf einem 30.000 m² großen Grundstück ausschließlich ebenerdig eine zukunftsweisende Form der Betreuung und Pflege von Menschen mit Demenz und deren Angehörigen zum Ziel hat. Zusätzlich soll auf der unmittelbar benachbarten Fläche von 20.000 m² kostengünstiger Wohnungsbau für soziale Berufe wie die Pflegekräfte von Mehr Alz Heimat entstehen. Allerdings ist das Vorhaben auf erheblichen Widerstand seitens der Gemeinde gestoßen, sodass die Realisierung stockt.

## Ehrungen
- 2005: Semper-Medaille[7] des Architektur Centrum Hamburg[8][9][10]

## Schriften
- Hamburg. HafenCity oder Hafenstadt? Die Hansestadt will Teile des Hafengeländes zurück gewinnen. In: Neue Zürcher Zeitung vom 2. Juni 2000.
- …aus der Sicht eines Projektentwicklers, zweiter Exkurs. In: Architektur in Hamburg, Jahrbuch 2000. Junius Verlag, Hamburg 2000. (Zum Thema HafenCity Hamburg)
- Aus der Sicht eines Projektentwicklers. In: Architektur in Hamburg, Jahrbuch 1998. Junius Verlag, Hamburg 1998. (Zum Thema HafenCity Hamburg)
- Macht sich Bonn der Hehlerei schuldig? Die Mühen mit der Rückgabe von enteignetem Privatbesitz. In: Neue Zürcher Zeitung vom 7. Februar 1997.
- ‚Göhnerswil‘. Wohnungsbau im Kapitalismus. Eine Untersuchung über die Bedingungen und Auswirkungen der privatwirtschaftlichen Wohnungsproduktion am Beispiel der Vorstadtsiedlung ‚Sunnebüel’ in Volketswil bei Zürich und der Generalunternehmung Ernst Göhner AG. Verlagsgenossenschaft Zürich, Zürich 1972. (Als Mitglied des Autorenkollektivs an der Architekturabteilung der ETH Zürich; auch ins Französische übersetzt unter dem Titel Göhnerswil. Logement et grand capital. Librairie adversaire, Genf 1974.)